# NGC 5541
NGC 5541 este o radiogalaxie situată în constelația Boarul. A fost descoperită în 29 aprilie 1788 de către William Herschel. Se află la o distanță de 115,4 megaparseci de Pământ.